# Трнски манастир
Трнски манастир или манастир Светог Архангела Михаила (буг. Трънски манастир „Архангел Михаил“) је један од ретких сачуваних средњовековних споменика културе на територији данашње Бугарске. Манастир се налази поред реке Јерме на источним падинама планине Руј неколико километара од Трна.

## Историја
Основао и подигао га је српски племић Константин Драгаш у 14. веку. За време турске владавине био је више пута спаљиван, тако да је уништено много натписа и књига. У њему се налазила црквена школа.
Од некадашњег манастира остала је само манастирска црква саграђена 1680. године. Конаци који су били обновљени данас више не постоје. 2010. године је започета кампања да се прикупе неопходна средства за обнову манастира, док се општина Трн обавезала да изгради пут до манастира.